# آژانس خبری اسلوونی

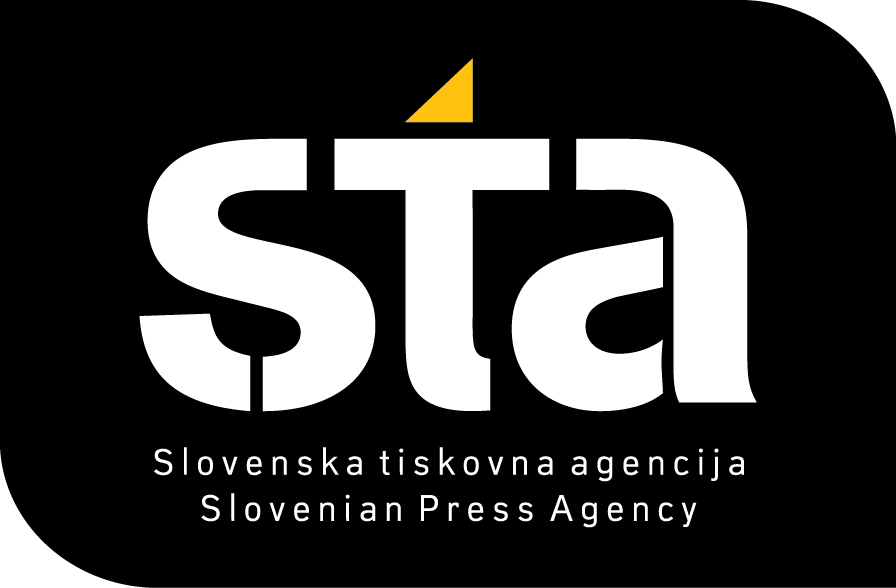
لوگوی رسمی آژانس خبری اسلوونی

آژانس خبری اسلوونی یا خبرگزاری اسلوونی (اسلوونیایی: Slovenska tiskovna agencija)، به اختصار STA، یک آژانس خبری ملی یا خبرگزاری برای پوشش رویدادهای داخلی و بین‌المللی است که در ۲۰ جون سال ۱۹۹۱ در جمهوری اسلوونی تأسیس شد و متعلق به دولت آن کشور است.

## خدمات اصلی
سرویس های اصلی این خبرگزاری، شامل سرویس عمومی اخبار به اسلوونیایی، سرویس اخبار انگلیسی و سرویس تصاویر می‌باشد. آرشیو تصاویر پایگاه بیش از ۳۰۰٬۰۰۰ تصویر در خود گنجانده است.

## پیوند
وبسایت رسمی آژانس